# Transmission-Gate
Als Transmission-Gates, Transmissionsgatter oder Übertragungsgatter, bezeichnet man in der Elektronik, speziell in der Mikroelektronik, eine meist integrierte elektronische Schaltung, die, ähnlich wie ein Relais, durch ein Steuersignal kontinuierliche Ströme mit nahezu beliebigem Spannungspotential in beide Richtungen leiten oder sperren kann.

## Aufbau

Prinzipielles Schaltbild eines Transmission-Gates. Der Steuereingang ST muss je nach Versorgungsspannung und Schaltspannung unterschiedliche Logikpegel zur Steuerung annehmen können.

Prinzipiell besteht ein Transmission-Gate aus zwei Feldeffekttransistoren, bei denen – im Gegensatz zu herkömmlichen diskreten Feldeffekttransistor – der Substratanschluss (Bulk) nicht intern mit dem Sourceanschluss verbunden ist. Die beiden Transistoren, ein n-Kanal-MOSFET und ein p-Kanal-MOSFET, sind dabei parallel geschaltet, wobei jedoch nur die Anschlüsse Drain und Source der beiden Transistoren miteinander verbunden sind. Die Gateanschlüsse werden bei einem Transmission-Gate über ein Nicht-Gatter (Inverter) miteinander verbunden, wodurch ein resultierender Steueranschluss gebildet wird.
Wird, wie bei diskreten Transistoren üblich, der Substratanschluss mit dem Sourceanschluss verbunden, so ergibt sich eine zum Transistor parallele Diode (Substratdiode), wodurch der Transistor rückwärts stets leitet. Da ein Transmission-Gate jedoch Ströme in beide Richtungen sperren können muss, werden die Substratanschlüsse mit dem jeweiligen Versorgungsspannungspotential verbunden, um sicherzustellen, dass die Substratdioden stets in Sperrrichtung betrieben werden. Der Substratanschluss des n-Kanal-MOSFETs wird demnach mit dem negativen Versorgungsspannungspotential und der Substratanschluss des p-Kanal-MOSFETs mit dem positiven Versorgungsspannungspotential verbunden.

## Funktion

Widerstandskennlinie eines Transmission-Gates. V_{THN} und V_{THP} bezeichnen jene Stellen, an denen die zu schaltende Spannung ein Potential erreicht hat, wo die Schwellenspannung des jeweiligen Transistors erreicht wurde.

Wird am Steuereingang eine logische Null (negatives Versorgungsspannungspotential) angelegt, so liegt der Gateanschluss des n-Kanal-MOSFETs ebenfalls auf negativem Versorgungsspannungspotential.  Der Gateanschluss des p-Kanal-MOSFETs befindet sich, bedingt durch den Inverter, auf dem positiven Versorgungsspannungspotential. Unabhängig davon, an welchem Schaltanschluss des Transmission-Gates (A oder B) nun eine Spannung (im zulässigen Bereich) anliegt, wird die Gate-Source-Spannung des n-Kanal-MOSFETs stets negativ, die des p-Kanal-MOSFETs stets positiv sein. Demnach wird keiner der beiden Transistoren leiten, und das Transmission-Gate sperrt.
Liegt am Steuereingang eine logische Eins an, so liegt auch der Gateanschluss des n-Kanal-MOSFETs auf positivem Versorgungsspannungspotential. Durch den Inverter liegt nun der Gateanschluss des p-Kanal-MOSFETs auf negativem Versorgungsspannungspotential. Da der Substratanschluss der Transistoren nicht mit dem Source-Anschluss verbunden ist, sind die Anschlüsse Drain und Source nahezu gleichwertig, und die Transistoren beginnen bei einer Spannungsdifferenz zwischen dem Gateanschluss und einem dieser beiden Kanalanschlüsse zu leiten.
Liegt nun an einem der Schaltanschlüsse des Transmission-Gate eine Spannung in der Nähe des negativen Versorgungsspannungspotentials an, so tritt am n-Kanal-MOSFET eine positive Gate-Source-Spannung (Gate-Drain-Spannung) auf, und der Transistor beginnt zu leiten: Das Transmission-Gate leitet.
Wird die Spannung an einem der Schaltanschlüsse des Transmission-Gate nun kontinuierlich bis zur Höhe des positiven Versorgungsspannungspotentials erhöht, so verringert sich die Gate-Source-Spannung (Gate-Drain-Spannung) des n-Kanal-MOSFETs, und dieser beginnt zu sperren. Gleichzeitig baut sich jedoch am p-Kanal-MOSFET eine negative Gate-Source-Spannung (Gate-Drain-Spannung) auf, wodurch dieser Transistor zu leiten beginnt und das Transmission-Gate weiter durchschaltet.
Dadurch wird erreicht, dass das Transmission-Gate über den gesamten zulässigen Spannungsbereich leitet. Der Übergangswiderstand des Transmission-Gate variiert dabei, abhängig von der zu schaltenden Spannung, und entspricht einer Überlagerung der Widerstandskurven der beiden Transistoren.

## Anwendung

### Elektronischer Schalter
Transmission-Gates werden verwendet, um elektronische Schalter und Analogmultiplexer zu realisieren. Soll ein Signal auf unterschiedliche Ausgänge geschaltet werden (Wechselschalter, Multiplexer), werden mehrere Transmission-Gates eingesetzt, da ein Transmission-Gate nur leiten oder nicht leiten kann (einfacher Schalter). Typischer Vertreter ist der als 4066 bekannte 4-fach Analogschalter, welcher von verschiedenen Herstellern verfügbar ist.

### Logikschaltungen
Mit Hilfe von Transmission-Gates können Logikschaltungen aufgebaut werden. Üblicherweise können dadurch, im Vergleich zu herkömmlichen Logikschaltungen, Transistoren und somit Platz am Silicium eingespart werden.

### Negative Spannungen
Um mit einem Transmission-Gate auch Wechselspannungen (z. B.: Audiosignal) schalten zu können, muss das negative Versorgungsspannungspotential ein Potential unterhalb von dem kleinstmöglichen Signalpotential aufweisen. Dadurch wird sichergestellt, dass die Substratdioden auch bei negativen Spannungen gesperrt bleiben. Um das Transmission-Gate dennoch mit klassischen Logikpegeln Schalten zu können, gibt es spezielle Ausführungen mit integriertem Pegelumsetzer.